# فرودگاه گومل
فرودگاه گومل (به انگلیسی: Gomel Airport) یک فرودگاه همگانی با کد یاتا GME است که یک باند فرود آسفالت دارد و طول باند آن ۲۵۷۰ متر است. این فرودگاه در شهر گومل کشور بلاروس قرار دارد و در ارتفاع ۱۴۴ متری از سطح دریا واقع شده است.

## شرکت‌های هواپیمایی و مقصدهای پروازی
| شرکت‌های هواپیمایی | مقصدهای پروازی                                                                                     |
| ----------------- | -------------------------------------------------------------------------------------------------- |
| بلاویا            | فصلی: خرابوروفو، مینسک چارتر فصلی: بورگاس، غردقه، نیژنوارتوفسک، نویابرسک، سالونیک، تیوات، زاکینثوس |